# Ексетер (Њу Хемпшир)
Ексетер (енгл. Exeter) насељено је место без административног статуса у америчкој савезној држави Њу Хемпшир.

## Демографија
По попису из 2010. године број становника је 9.242, што је 517 (-5,3%) становника мање него 2000. године.
| Група             | 2000.         | 2010.         |
| Белци             | 9.436 (96,7%) | 8.695 (94,1%) |
| Афроамериканци    | 45 (0,5%)     | 59 (0,6%)     |
| Азијати           | 90 (0,9%)     | 182 (2,0%)    |
| Хиспаноамериканци | 75 (0,8%)     | 148 (1,6%)    |
| Укупно            | 9.759         | 9.242         |